# Sông Quàng
Sông Quàng hay Sông Quang là phụ lưu cấp 1 của sông Hiếu trong hệ thống sông Lam, chảy ở huyện Quế Phong tỉnh Nghệ An, Việt Nam .

## Thủy điện
- Thủy điện Châu Thắng (hay Thủy điện Sông Quàng) công suất lắp máy 14 MW, xây dựng trên dòng chính sông Quàng tại vùng đất bản Chiềng xã Châu Thắng huyện Quỳ Châu, đã hoạt động năm 2016. Đập tạo hồ ở cách cửa đổ vào sông Hiếu cỡ 1 km. 19°36′02″B 104°59′36″Đ / 19,600663°B 104,993269°Đ
- Thủy điện Sông Quang công suất lắp máy 12 MW, xây dựng trên dòng chính sông Quàng tại vùng đất bản Lắm xã Châu Thôn huyện Quế Phong, khởi công năm 2013, dự kiến hoàn thành năm 2018.19°34′22″B 104°46′24″Đ / 19,572826°B 104,773292°Đ
- Thủy điện Châu Thôn công suất lắp máy 18 MW, xây dựng trên dòng nậm Tột tại vùng đất bản Lắm xã Châu Thôn, khởi công tháng 11/2007 hoàn thành tháng 04/2012 [4][5]. 19°35′12″B 104°47′53″Đ / 19,586722°B 104,79805°Đ

Thủy điện Sông Quang 2 đang dự tính xây dựng tại xã Châu Thôn.

## Tên sông
Tên chính thức theo các bản đồ  và "Danh mục địa danh..."  là Sông Quàng, nhưng một số văn liệu viết là Sông Quang.